# Guanabara City Futebol Clube
O Guanabara City Futebol Clube é um clube brasileiro de futebol da cidade de Goiânia, do estado de Goiás. Foi fundado em 15 de novembro de 1999.

## História
Fundado em 1999, o Guanabara City Futebol Clube, diferente da maioria dos clubes de futebol do país, é um clube empresa.
A nomenclatura do clube homenageia o Jardim Guanabara, o bairro mais populoso da região norte da capital goiana.
Umas das principais atividades da empresa é a formação de atletas, formação essa que acontece através da academia de futebol do clube. O clube, que realiza peneiras regularmente, tem conseguido formar e revelar vários jogadores e emprestá-los para outros clubes, inclusive para clubes de fora do estado.

## Futebol Profissional
O clube estreou no futebol profissional em 2021, sendo um dos quatro debutantes do Campeonato Goiano Terceira Divisão.
O Guanabara City disputa o campeonato na vaga que antes (2016 - 2019) era preenchida pelo Raça SB graças à uma intervenção judicial.

### 2024
Na temporada 2024, o Guanabara disputou o Campeonato Goiano da Terceira Divisão.
A equipe fez parte do Grupo B, juntos com Mineiros, Bela Vista,, Itaberái e América.
Na primeira fase da competição com: quatro vitórias, dois empates e duas derrotas, a equipe se classificou em segundo lugar no grupo com 14 pontos.
Na segunda fase da competição, o Guanabara City venceu a primeira partida pelo placar de 1 a 0 e perdeu a segunda pelo mesmo placar, mas conseguiu nos penaltis (3 a 2) a classificação.
O Guanabara City finalizou sua participação no campeonato ao ser superado pelo Esporte Clube Rio Verde nas duas partidas da terceira fase da competição, 2 a zero na primeira e 4 a 0 na segunda.